# یووان آنجلکوویچ
یووان آنجلکوویچ (کرواتی: Jovan Anđelković؛ ۱۴ اوت ۱۹۴۲ – ۲۷ آوریل ۱۹۶۹) بازیکن فوتبال اهل یوگسلاوی بود.
از باشگاه‌هایی که در آن بازی کرده‌است می‌توان به باشگاه فوتبال رادنیشکی نیش و باشگاه فوتبال ستاره سرخ بلگراد اشاره کرد.
وی همچنین در تیم‌های ملی فوتبال زیر ۲۱ سال یوگسلاوی و یوگسلاوی بازی کرده‌است.